# Zeitserver
Ein Zeitserver ist ein Server, der Clients seinen aktuellen Zeitstempel liefert. 

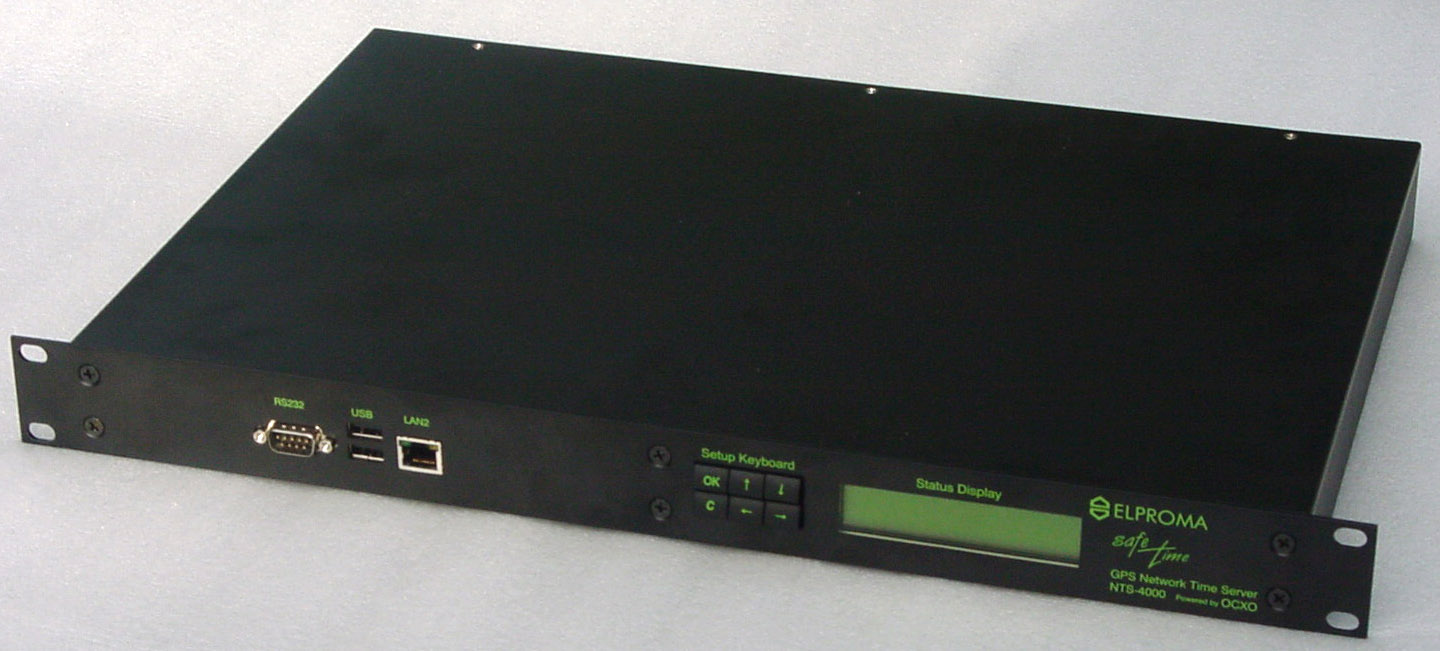
Zeitserver für den Rackeinbau

Zeitserver dienen vorwiegend zur Synchronisation von Hosts. Diese Synchronisation ist zum Beispiel für Verzeichnisdienste notwendig. In der Regel wird das Network Time Protocol verwendet. Bei besonders hohen Anforderungen an die Genauigkeit kommt das Precision Time Protocol zum Einsatz. Das Protokoll Daytime dient vorwiegend der Fehlersuche und Analyse. 
Zeitserver werden wegen ihrer geringen Anforderungen an Rechenleistung und Arbeitsspeicher meist neben anderen Servern auf einem gemeinsamen Host betrieben, selten auf einem dedizierten Host. Es gibt aber auch entsprechende Appliances. Meistens bezieht ein Zeitserver seinerseits aktuelle Zeitstempel von anderen Zeitservern oder von einem hochgenauen Zeitgeber, zum Beispiel einer Funkuhr oder einem GPS-Empfänger, um auf die koordinierte Weltzeit abgestimmt zu sein. 
In Deutschland ist die Atomuhr der Physikalisch-Technischen Bundesanstalt in Braunschweig für die gesetzliche Zeit maßgebend, in der Schweiz in Bern diejenige des Eidgenössischen Instituts für Metrologie (METAS), in Österreich jene im Bundesamt für Eich- und Vermessungswesen.
Diese Institutionen betreiben im Internet öffentliche Zeitserver, die unter anderem von Zeitservern vieler Internetprovider abgefragt werden. Um eine Überlastung der offiziellen Server zu vermeiden, sollte im Regelfall der Zeitserver des eigenen Providers oder ein NTP-Pool abgefragt werden.